# Оганесян Оганес Арташесович
Оганес Арташесович Оганесян (вірм. Հովհաննես Արտաշեսի Հովհաննիսյան, нар. 5 жовтня 1993, Єреван) — вірменський футболіст, нападник клубу «Пюнік».

## Клубна кар'єра
У дорослому футболі дебютував 2010 року виступами за команду клубу «Пюнік», кольори якої захищає й донині.

## Виступи за збірні
У 2009 році дебютував у складі юнацької збірної Вірменії, взяв участь у 9 іграх на юнацькому рівні, відзначившись 5 забитими голами.
У 2011 році почав залучатися до складу молодіжної збірної Вірменії. На молодіжному рівні зіграв у 8 офіційних матчах, забив 2 голи.

## Досягнення
- Чемпіон Вірменії (2):

«Пюнік»: 2009, 2010
- Володар Кубку Вірменії (3):

«Пюнік»: 2009, 2010, 2012-13
- Володар Суперкубку Вірменії (2):

«Пюнік»: 2010, 2011